# دانشگاه آمریکایی افغانستان
دانشگاه آمریکایی افغانستان (به انگلیسی: American University of Afghanistan)، دانشگاهی آمریکایی است که در سال ۲۰۰۶ میلادی در کابل در افغانستان تأسیس شد.
این دانشگاه ۳۵۰ دانشجو در نخستین سال تأسیس پذیرفته‌است، و دروس دانشگاهی در این دانشگاه به زبان‌های انگلیسی تدریس می‌شوند.
این دانشگاه دارای ۳ رشته فناوری اطلاعات با گرایش برنامه‌نویسی و امور مخابراتی و علوم سیاسی با گرایش روابط بین‌الملل و مدیریت اداری، مدیریت و بازرگانی با گرایش حسابداری، بانکداری، بازاریابی، اقتصاد، مدیریت می‌باشد که این رشته‌ها تحت نظر استادان آمریکایی و انگلیسی زبان تدریس می‌شود.
این دانشگاه همچنین دارای کلاس‌های آموزش از راه دور می‌باشد. در این کلاس‌ها دانشجویان در کلاس نشسته و با یک رایانه با استادی که در یک دانشگاه دیگر قرار دارد ارتباط برقرار می‌کنند.

## دورنما و چالش‌ها
معاون هیئت امناء دانشگاه آمریکایی افغانستان می‌گوید که شماری از دختران افغان که برای فراگیری تحصیل به ایالات متحده و اروپا می‌روند، بنا بر مشکلات موجود دو باره به کشورشان برنمی‌گردند.
لیزلی شویتزر می‌گوید که توجه بیشتر به جذب دختران و زنان افغان در دانشگاه آمریکایی افغانستان متمرکز شده و تلاش جریان دارد تا گزینه‌هایی ایجاد شود که دیگر دختران علاقه‌مند ترک کشور خود نباشند.
خانم شویتزر افزود که دانشگاه آمریکایی با استفاده از ۴۵ بورسیه یا کمک هزینهٔ تحصیلی که سفارت ایالات متحده و دولت‌های اروپایی به آن نهاد برای پنج سال فراهم ساخته بود توانست تعداد بسیاری از دختران و پسران را جذب کند.
معاون دانشگاه آمریکایی افغانستان از ایجاد مرکز بین‌المللی بهبود اقتصاد زنان یاد کرد که به کمک مالی ایالات متحده تکمیل شده و در اواخر ماه مارس به فعالیت آغاز می‌کند. او ابراز امیدواری کرد تا این مرکز در ارتقای توانمندی‌های زنان در عرصه‌های مختلف اقتصادی نقش عمده‌ای را ایفا کند.
اداره توسعه بین‌المللی آمریکا مبلغ چهل میلیون دلار را جهت تطبیق برنامه‌های جدید پنج ساله دانشگاه آمریکایی افغانستان (AUAF) کمک کرد. این اداره به تاریخ ۱۵اسد با نشر بیانیه‌ای گفت که به خاطر برنامه‌های جدید دانشگاه آمریکایی افغانستان، چهل میلیون دلار آمریکا را کمک کرده‌است. بر اساس بیانیه، پشتیبانی از دانشگاه آمریکایی در افغانستان یک بخش از برنامه جدید تقویت تحصیلات دانشگاهی، با نام همکاری با دانشگاه‌ها در این کشور است. هدف از این کمک، بهبود کیفیت نظام آموزشی و اعتبار نظام دانشگاهی و کمک برای پیشرفت اقتصادی و اجتماعی در افغانستان خوانده شده‌است. گفته می‌شود که برنامه کمک به دانشگاه‌های اداره توسعه بین‌المللی آمریکا با راهبردهای دولت افغانستان مطابقت دارد. این برنامه، وزارت تحصیلات عالی افغانستان را از کیفیت تحصیلات دانشگاهی در کشور با معیارهای بین‌المللی و نیازمندی‌های بازار، آگاه می‌سازد.
در بیانیه آمده‌است که به منظور بالان بردن کیفیت نظام آموزشی و فراهم کردن امکانات بیشتر، اداره توسعه بین‌المللی آمریکا مبلغ ۹۲٫۷ میلیون دلار دیگر را به وزارت تحصیلات عالی (وزارت علوم) و ده دانشگاه دیگر در افغانستان نیز کمک خواهد کرد. این مبلغ به منظور افزایش دادن تعداد دانشجویان دختر، نظام آموزشی جدید، اصول مدیریت، رشته‌های آموزشی، در طول پنج سال به دانشگاه آمریکایی کمک شده‌است. همچنان دانشگاه آمریکایی از راه این مبلغ می‌تواند تا همکاری‌های نو و کسب اعتبار در افغانستان و کشور آمریکا را به وجود آورد.

## هزینهٔ گزاف تحصیلی
اما از آنجایی‌که از افغانستان به‌عنوان یک کشور فقیر نام‌برده می‌شود، پرداخت مبلغ ده هزار دلار هزینهٔ تحصیلی در سال از توان بسیاری از خانواده‌ها بیرون می‌باشد.
مایکل سمیت رئیس دانشگاه آمریکایی افغانستان در مصاحبه با رادیو آشنا گفت که آنان با درک این موضوع که همه مردم افغانستان ثروتمند نیستند، تلاش دارند تا به همکاری اجتماعات محلی در ولایات، هزینهٔ تحصیلی دانشجویان را فراهم سازند.
سمیت می‌گوید که اکنون شماری از پسران و دختران جوان از ولایت هرات و بلخ به کمک بازرگانان و افراد سرمایه‌دار آن ولایات، در دانشگاه آمریکایی افغانستان سرگرم فراگیری تحصیل‌اند. او از تلاش‌ها برای گسترش این روند به دیگر ولایات نیز خبر داد.
در حال حاضر بیش ۱۰۰ دانشجو که در آن میان دختران نیز شامل‌اند، هزینهٔ جانبی تحصیل خود را در دانشگاه آمریکایی افغانستان از سفارت ایالات متحده در کابل به دست می‌آورند و قرار است در سال‌های آینده ۱۵۰ دانشجو از این مساعدت‌های تحصیلی بهره‌مند شوند.

## مدارک لازم جهت پذیرش
1. پرکردن برگه پذیرش
2. اصل ریز نمرات دبیرستان
3. اصل دیپلم دبیرستان
4. اصل تذکره
5. اصل گزارش رسمی تافل یا آیلتس

toefl 510/65
ielts 6.0
1. یک صفحه مقاله
2. توصیه‌نامه از شخصی غیر از خویشان

## حوادث حاشیه ای
نعمت سادات، مرد افغانی‌الاصل آمریکایی و پروفسور پیشین دانشگاه آمریکایی در افغانستان از گرایش همجنس‌گرایی خود پرده‌برداشت و این راز را از راه رسانه‌ها فاش ساخت.
آقای سادات در یک پیام فیسبوک خود نوشته‌است: ”خیلی خرسندم از اینکه موفق شدم فرایند بیرون شدن از پشت پرده همجنسگرایی را تکمیل کنم و بار سنگینی را از روی شانه‌های بردارم. ”
سادات افزوده‌است: «می‌خواهم به کسانی‌که هنوز در مورد من نمی‌دانند بگویم، بلی من افتخار می‌کنم که یک همجنسگرا، یک افغان و یک مسلمان هستم. حالا می‌توانم بدون سوال‌های اذیت‌کننده خاله‌ها و کاکاهایم که می‌گفتند (نعمتی تو چرا زن نکدی … ؟)، زندگی کنم و حالا هیچ‌کسی نخواهد پرسید که چرا ازدواج نکرده‌ام.» نعمت سادات اکنون منصبی در دانشگاه آمریکایی افغانستان ندارد.